# Казелватико (Кампобасо)
Казелватико је насеље у Италији у округу Кампобасо, региону Молизе.
Према процени из 2011. у насељу је живело 78 становника. Насеље се налази на надморској висини од 722 м.